# Llop vermell
El llop vermell (Canis rufus) és una espècie de cànid.
Antigament es trobava al sud-est dels Estats Units: des de la costa atlàntica fins al centre de Texas i des del Golf de Mèxic fins a Missouri i el sud d'Illinois.

## Descripció
- Fa 38-41 cm d'alçària fins a les espatlles i 140-165 cm de llargària des del nas fins a la cua.
- Pesa entre 17 i 40,5 kg.
- El seu color és, en general, marró amb altres colors barrejats que van des del vermell canyella fins al gairebé negre.[1]

## Ecologia
Caça, al capvespre o a trenc d'alba, galls fers, conills, llebres i d'altres rosegadors, cèrvids i ossos rentadors. També es nodreix de carronya i d'animals domèstics, si en troba.
L'aparellament ocorre al febrer i el març. La gestació dura uns 60 dies i la femella pareix una ventrada de 3-6 cadells a l'abril o el maig. Tant el mascle com la femella s'aparellen per a tota la vida i tots dos participen en la criança de la seva progènie, la qual assolirà la maduresa sexual al cap de 22 mesos.
Entre el 1900 i el 1920 les poblacions d'aquesta subespècie foren exterminades de la porció oriental de la seva àrea de distribució mitjançant trampes, verins i la caça. D'aquesta manera, vers el 1980 s'extingí en estat salvatge. Això no obstant, 40 individus foren capturats a finals de la dècada de 1970 i, atès que 14 eren genèticament purs, es van emprar per a la seva cria en captivitat. Des del 1987, centenars d'individus han estat reintroduïts a la natura. Així i tot, encara són vistos com a intrusos per algunes persones i, en conseqüència, perseguits. A més, l'amenaça d'hibridació amb el coiot segueix existint.